# Erfüllbarkeitsproblem für quantifizierte boolesche Formeln
Das Erfüllbarkeitsproblem für quantifizierte boolesche Formeln ist eine Verallgemeinerung des Erfüllbarkeitsproblems der Aussagenlogik. Es gehört zur Komplexitätstheorie und wird oft nur kurz QBF oder QSAT genannt. Dieses Entscheidungsproblem untersucht, ob eine aussagenlogische Formel, die mit Quantoren versehen ist, erfüllbar oder wahr ist.
QBF ist das kanonische PSPACE-vollständige Problem (also das klassische Beispiel eines PSPACE-vollständigen Problems).
Wird die Erfüllbarkeit von booleschen Formeln ohne freie Variable betrachtet, ist Erfüllbarkeit äquivalent zu Wahrheit. Das so entstehende Problem True Quantified Boolean Formula, kurz TQBF, ist ebenfalls PSPACE-vollständig.

## Quantifizierte boolesche Formeln
Jede aussagenlogische Formel kann durch Hinzufügen von All- und Existenzquantoren erweitert werden. Die Semantik einer so gebildeten Formel ähnelt der Semantik prädikatenlogischer Formeln.

### Syntax
Die Menge der quantifizierten booleschen Formeln kann wie folgt induktiv definiert werden:
- Jede Aussagenvariable {\displaystyle x} ist eine quantifizierte boolesche Formel. {\displaystyle x} tritt in der Formel {\displaystyle x} frei auf.
- Sind {\displaystyle \varphi } und {\displaystyle \psi } quantifizierte boolesche Formeln, so auch {\displaystyle \neg \varphi ,(\varphi \wedge \psi )} und {\displaystyle (\varphi \vee \psi )}. Eine Aussagenvariable {\displaystyle x} aus {\displaystyle \varphi } oder {\displaystyle \psi } ist frei in den Formeln, falls {\displaystyle x} in {\displaystyle \varphi } oder {\displaystyle \psi } frei ist.
- Ist {\displaystyle \varphi } eine quantifizierte boolesche Formel und {\displaystyle x} eine Aussagenvariable, so sind auch {\displaystyle \forall x\varphi } und {\displaystyle \exists x\varphi } quantifizierte boolesche Formeln. Der Gültigkeitsbereich von {\displaystyle \forall x} beziehungsweise {\displaystyle \exists x} erstreckt sich auf jedes freies Vorkommen von {\displaystyle x} in {\displaystyle \varphi }. Jede andere nicht gebundene Aussagenvariable ist frei in {\displaystyle \forall x\varphi } und {\displaystyle \exists x\varphi }.

### Semantik
Die Semantik quantifizierter boolescher Formeln orientiert sich eng an der Semantik der Prädikatenlogik: Der Wert einer quantifizierten booleschen Formel der Form {\displaystyle \forall x\varphi } wird bestimmt, indem {\displaystyle \varphi } durch {\displaystyle \varphi _{x=0}\wedge \varphi _{x=1}} ersetzt wird, wobei {\displaystyle \varphi _{x=0}} und {\displaystyle \varphi _{x=1}} dadurch entstehen, dass jedes Auftreten von {\displaystyle x} durch 0 beziehungsweise 1 ersetzt wird. Analog dazu wird jedes Aufkommen von {\displaystyle \exists x\varphi } durch {\displaystyle \varphi _{x=0}\vee \varphi _{x=1}} ersetzt.
Eine Formel, die keine freien Variablen enthält, ist damit entweder wahr oder falsch.

### Pränexe Normalform
Eine quantifizierte boolesche Formel ist in pränexer Normalform, falls sie von der Form {\displaystyle Q_{1}x_{1}Q_{2}x_{2}\ldots Q_{n}x_{n}\varphi } ist, wobei {\displaystyle Q_{1},\ldots ,Q_{n}\in \{\forall ,\exists \}} und {\displaystyle x_{1},\ldots ,x_{n}} Variablen einer aussagenlogischen Formel {\displaystyle \varphi } ohne Quantoren sind. Der Ausdruck {\displaystyle Q_{1}x_{1}\ldots Q_{n}x_{n}} heißt Quantorenblock.
Da für jede quantifizierte boolesche Formel eine äquivalente Formel in pränexer Normalform existiert und diese in Polynomialzeit konstruiert werden kann, wird häufig in Beweisen von dieser Form ausgegangen. 

## Das Erfüllbarkeitsproblem
Das Erfüllbarkeitsproblem für quantifizierte boolesche Formeln ist es, zu entscheiden, ob eine gegebene quantifizierte boolesche Formel ohne freie Variablen wahr oder falsch ist.
Aus der Definition der Semantik für quantifizierte boolesche Formeln lässt sich ein einfacher rekursiver Algorithmus ableiten, der das Erfüllbarkeitsproblem für quantifizierte boolesche Formeln in pränexer Normalform löst: Bei Eingabe einer Formel der Form
{\displaystyle Q_{1}x_{1}Q_{2}x_{2}\cdots Q_{n}x_{n}\varphi }
für eine aussagenlogische Formel {\displaystyle \varphi } und Quantoren {\displaystyle Q_{1},\ldots ,Q_{n}\in \{\forall ,\exists \}} wird der Wert von {\displaystyle \varphi } berechnet, falls keine Quantoren vorhanden sind. Andernfalls wird im Fall {\displaystyle Q_{1}=\forall } der Wert von {\displaystyle Q_{2}x_{2}\ldots Q_{n}x_{n}(\varphi _{x_{1}=0})\wedge Q_{2}x_{2}\ldots Q_{n}x_{n}(\varphi _{x_{1}=1})} und im Fall {\displaystyle Q_{1}=\exists } der Wert von {\displaystyle Q_{2}x_{2}\ldots Q_{n}x_{n}(\varphi _{x_{1}=0})\vee Q_{2}x_{2}\ldots Q_{n}x_{n}(\varphi _{x_{1}=1})} berechnet.
Bei einer quantifizierten booleschen Formel mit {\displaystyle n} Quantoren benötigt der Algorithmus also {\displaystyle O(2^{n})} Schritte. Allerdings ist der benötigte Speicherplatz quadratisch in der Länge der Formel, das Problem liegt also in PSPACE. Weiterhin konnte gezeigt werden, dass das Entscheidungsproblem PSPACE-schwer ist. Dieses Problem ist damit vollständig für die Klasse PSPACE.

### Quantorenwechsel und Polynomialzeithierarchie
Aus der Struktur des Quantorenblocks einer quantifizierten booleschen Formel in Präfix-Normalform lassen sich Rückschlüsse auf komplexitätstheoretische Eigenschaften ziehen. Die Klassen der wahren quantifizierten booleschen Formeln in Präfix-Normalform sind je nach Anzahl der Alternationen von All- und Existenzquantoren und deren Reihenfolge vollständig für eine Stufe der Polynomialzeithierarchie. Im Folgenden ist für einen Quantor {\displaystyle Q\in \{\forall ,\exists \}} {\displaystyle QX_{i}} die Schreibweise für {\displaystyle Qx_{i1},Qx_{i2},...,Qx_{ik}} für eine beliebige Zahl {\displaystyle k}.
Ist {\displaystyle \Sigma _{k}} die Klasse aller wahren quantifizierten booleschen Formeln ohne freie Variablen der Form
{\displaystyle \exists X_{1}\forall X_{2}\exists X_{3},\ldots ,Q_{k}X_{k}} mit {\displaystyle Q_{k}=\forall }, falls {\displaystyle k} gerade ist und andernfalls {\displaystyle Q_{k}=\exists }
und {\displaystyle \Pi _{k}} die Klasse aller wahren quantifizierten booleschen Formeln ohne freie Variablen der Form
{\displaystyle \forall X_{1}\exists X_{2}\forall X_{3},\ldots ,Q_{k}X_{k}} mit {\displaystyle Q_{k}=\exists }, falls {\displaystyle k} gerade ist und andernfalls {\displaystyle Q_{k}=\forall },
so gilt für alle {\displaystyle k\geq 0}:
- {\displaystyle \Sigma _{k}} ist {\displaystyle \Sigma _{k}^{\rm {P}}}-vollständig und
- {\displaystyle \Pi _{k}} ist {\displaystyle \Pi _{k}^{\rm {P}}}-vollständig.[2]